# Terry van Rensburg
Terry Killy jr. van Rensburg (ur. 27 września 1994) – południowoafrykański zapaśnik walczący przeważnie w stylu wolnym. Zajął 46 miejsce na mistrzostwach świata w 2015. Piąty na igrzyskach Wspólnoty Narodów w 2014 i dziesiąty w 2018. Wicemistrz Wspólnoty Narodów w 2013 i 2017. Brązowy medalista mistrzostw Afryki w 2016 roku.